# Lydia Fernández (cantante)
Lydia Gómez Valdivia (Guadalajara, Jalisco, 4 de julio de 1917 – Ciudad de México, 9 de diciembre de 1995), conocida artísticamente como Lydia Fernández, fue una cantante mexicana que inició su carrera en los años treinta y se convirtió en la primera intérprete femenina del compositor Gonzalo Curiel. Perteneció a la primera generación de intérpretes del bolero mexicano.
Estrenó y grabó varias canciones de Curiel, entre ellas «Caminos de ayer», «Anoche», «Cobardía», «Mírame a los ojos» y «Si supieras».
Su carrera artística también abarcó radio, teatro y centros nocturnos, y en la XEW, el entonces locutor Arturo de Córdova la presentó con el sobrenombre de «La Cancionera de México».

## Biografía
Lydia Gómez Valdivia nació el 4 de julio de 1917 en Guadalajara, Jalisco. Sus padres se llamaban Jesús Gómez y Antonina Valdivia. Inició su carrera hacia 1934, cuando tenía 17 años.
En 1936 vivía en Mérida, Yucatán, y cantaba en una estación de radio de esa ciudad. Teté Cuevas, José Gamboa Ceballos, Alvarito, Pepe Domínguez y Rosa María Alam también trabajaban en esa estación. En ese año, el compositor Gonzalo Curiel y su orquesta llegaron a Mérida para tocar en el carnaval de la ciudad. Ella siempre había querido conocer a Curiel y fue presentada a él por Alonso López Méndez, hermano del poeta Ricardo López Méndez. Curiel la invitó a debutar en Ciudad de México. Lydia aceptó y emprendieron el viaje a la capital.
Tres meses después de su llegada a Ciudad de México, debutó en el Teatro Follies en revistas en las cuales estrenó dos composiciones de Curiel: «Caminos de ayer» y «Anoche». Mario Ruiz Suárez, padre del compositor Mario Ruiz Armengol, era el director musical del teatro. Debido al gran éxito que obtuvo con sus presentaciones teatrales, todas sus revistas fueron producidas especialmente para ella.
En menos de una semana de su primera presentación teatral en la capital, debutó en radio en la estación más importante del país, la XEW, en un programa trisemanal de quince minutos patrocinado por Focos Luxo. Arturo de Córdova, en ese entonces un locutor de la XEW, la llamó «La Cancionera de México». Al mismo tiempo, grabó sus primeros discos para el sello Peerless.
Se primera presentación en un centro nocturno tuvo lugar en El Retiro, ubicado frente al Toreo de la Condesa, donde cantó con la orquesta de Adolfo Girón. Después cantó en el taproom del Hotel Reforma.
También estrenó «Vereda tropical», la canción más famosa de Curiel. El compositor quería que Fernández la interpretara en la película Hombres del mar (1938) para doblar la voz de la actriz Esther Fernández, pero la cantante estaba en una gira en Tamaulipas y quien terminó cantándola en el cine y estrenándola en disco fue la cantante Lupita Palomera. Tiempo después, Fernández reconoció que «por cosas del destino, fue Lupita y no yo, la que inmortalizó esa bella melodía».
En sus programas de la XEQ, patrocinados por Joyería La Princesa, cantó canciones de su paisano Gabriel Ruiz.
Se casó con el empresario Elías Daniel Capon el 16 de diciembre de 1939, y poco después decidió retirarse para dedicar más tiempo a su familia. Pero no fue un retiro definitivo, pues regresaba de vez en cuando a los escenarios o a los estudios de grabación. Grabó cuatro canciones en 1948 para Discos Peerless.
Discos RCA Víctor Mexicana la contrató en 1953 para grabar varias canciones con el Conjunto Daniel Zarabozo. Cuatro de estas grabaciones se reeditaron en 1961, cuando la RCA Camden (sello subsidiario de RCA Víctor) las recopiló en un disco de larga duración de su serie para coleccionistas.
El 7 de octubre de 1970, interpretó «Nostalgia» y «Anoche» en un homenaje póstumo a Gonzalo Curiel en el Teatro Degollado de su ciudad natal. El homenaje, en el que participaron artistas como Martha Triana, Amparo Montes y Lupita Palomera, fue organizado por el Gobierno del Estado de Jalisco, la Asociación Nacional de Actores y la Sociedad de Autores y Compositores de México y el Comité Fiestas en octubre de Guadalajara.
El 15 de noviembre de 1970, participó en un homenaje póstumo a Agustín Lara en la Alameda Central de Ciudad de México. Más de 20,000 personas asistieron a este evento, que tuvo lugar en el teatro al aire libre que llevaba el nombre del compositor. También participaron Chela Campos, Ana María González, Avelina Landín, Juan Arvizu, Rebeca, Eduardo Solís, Salvador García, Jorge Fernández, Amparo Montes y Pedro Vargas.
El 4 de septiembre de 1983, la prensa informó que Fernández participaría en el homenaje póstumo a la cantante Toña la Negra en el Teatro de la Ciudad Esperanza Iris.
También se presentó en programas televisivos como Hoy mismo, del Canal 2, y en Nostalgia, del Canal 14.
Tenía 78 años cuando falleció de insuficiencia hepática el 9 de diciembre de 1995 en la Ciudad de México. Sus restos fueron cremados en el Panteón Francés de San Joaquín.